# My Boo (Usher e Alicia Keys)
My Boo è un duetto fra Usher ed Alicia Keys, scritto da Jermaine Dupri, Manuel Seal, Jr., Adonis Shropshire, Keys, e Usher. Impostata su uno stile hip hop, la canzone è stata prodotta da Dupri. La canzone è stata inclusa nella seconda release del quarto album di Usher Confessions (2004).

## Il brano
My Boo è stata pubblicata come quarto singolo estratto da Confessions nel 2004. Il singolo è rimasto in vetta alla Billboard Hot 100 per sei settimane, diventando il terzo singolo di maggior successo estratto dall'album di Usher, dopo Yeah! e Burn.
Sempre nel 2005 ha ottenuto un Grammy come Miglior performance vocale R'n'B di un duo. Si è piazzato nella top40 dei singoli più venduti del 2005, con più di 2,500,000 copie vendute.
Il ritornello del brano contiene nel sottofondo un campionamento del brano He's All I've Got del 1976, eseguito dalle Love Unlimited.

## Il video
Diretto da Chris Robinson, il video di My Boo è stato filmato nella metropolitana di New York. Il video riflette esattamente il testo della canzone: dopo aver mostrato sequenze di Usher e della Keys in differenti ambienti, i due si incontrano a Times Square, e iniziano a danzare insieme, arrivando quasi a sfiorarsi le labbra.

## Tracce
UK CD 1
1. My Boo
2. Confessions Part II
3. Confessions, Pt. II (Remix)
4. Confessions, Pt. II

UK CD 2
1. My Boo
2. Confessions Part II (Album version)
3. Confessions Part II (Remix)
4. Confessions

## Classifiche
| Classifica (2004)                    | Posizione più alta |
| ------------------------------------ | ------------------ |
| Austria                              | 29                 |
| Belgio                               | 21                 |
| Canada                               | 1                  |
| Europa                               | 6                  |
| Finlandia                            | 14                 |
| Francia                              | 19                 |
| Germania                             | 4                  |
| Norvegia                             | 4                  |
| Paesi Bassi                          | 5                  |
| Svezia                               | 18                 |
| Svizzera                             | 3                  |
| U.S. Billboard Hot 100               | 1                  |
| U.S. Billboard Hot R&B/Hip-Hop Songs | 1                  |